# Étienne Fournial
Étienne Fournial, né le 31 octobre 1910 à Charlieu et mort le 30 octobre 2000 à Bellegarde-en-Forez, Loire, est un historien et universitaire français. 
Professeur d'histoire médiévale à l'Université de Saint-Étienne.ses travaux ont principalement porté sur le département de la Loire : Saint-Étienne, le Forez, le Roannais, Charlieu.

## Biographie

### Formation
Fils d'un électricien et d'une couturière, Étienne Fournial entre à l'école primaire de Charlieu en 1916. Il obtient le certificat d'études primaires, puis, en 1922 devient élève de l'École primaire supérieure professionnelle et apprend à tisser la soie. En juillet 1926 il réussit le concours d'entrée à l'École normale d’instituteurs.En octobre 1929 il occupe son premier poste d'instituteur à Roanne. Parallèlement il poursuit ses études d'abord en passant le baccalauréat puis en suivant des cours d'histoire à la faculté des lettres de Lyon. Titulaire d'une licence lettres en 1938 il est nommé à l'École pratique de commerce et d’industrie de Roanne.

### Carrière universitaire
Étienne Fournial est attaché de recherches au CNRS de 1955 à 1959, ce qui lui permit de faire une  thèse d'histoire, avec Edouard Perroy, dont le sujet est Les Mémoriaux de la Chambre des comptes de Forez. Restitution du registre des années 1349-1356, qu'il soutient en 1962 en Sorbonne. Il est nommé maître-Assistant  en 1967, maître de Conférences  en 1970, aux Facultés de Lettres de Lyon et enfin  professeur  à l'Université de Saint-Étienne, en 1972.
En 1978 l'Université de Saint-Étienne publie un ouvrage d'hommage à Étienne Fournial.

### Engagement politique
Étienne Fournial adhère à SFIO, section de  de Roanne en 1931. Il fonde les Jeunesses socialistes de Roanne en 1932. Il participe  au congrès national des Jeunesses socialistes à Moulins, le 13 avril 1936, et à la semaine d’études des Jeunesses socialistes de Toulouse en août 1937. Il est désigné pour représenter le Parti socialiste aux élections cantonales de Charlieu, le 10 octobre 1937, et recueille 300 voix contre 256 au communiste Dechavanne, 1 101 au candidat de droite Demont et 1 399 au radical-socialiste Aubret en faveur duquel il se désista au second tour. Après la guerre, Étienne Fournial fut directeur du Centre éducatif de la Ligue de l’Enseignement au château de Bois (près de Roanne), Il quitte la SFIO en 1947, entra au PSA, puis au PSU. Il est vice-président de la FGDS du Roannais en 1967 et quelques années après il abandonne toute activité politique.
Étienne Fournial est, à partir de 1961, un franc-maçon actif. En 1984 il est fondateur et premier Vénérable de la loge Tristan Duché à Saint-Étienne.

## Publications

### Comme auteur
- Saint-Denis-de-Cabanne, des origines à la veille de la Révolution; 2010 Charlieu, Association pour la connaissance du pays de Charlieu, 101 p.
- Les couvents franciscains de Charlieu, les cordeliers et les capucins, Charlieu, 2008, Association pour la connaissance du pays de Charlieu, 162 p.
- Roanne au Moyen âge, essai d'histoire urbaine, Roanne; 1964, Groupe de recherches archéologiques de Roanne, 83 p.
- Histoire monétaire de l'Occident médiéval, 1970, Fernand Nathan, 191 p.[5]
- Les Plus anciens devoirs et règlements de la Franc-Maçonnerie française (1964)
- Les Mémoriaux de la Chambre des comptes de Forez. Restitution du registre des années 1349-1356, 1964, Klincksieck
- Charlieu, histoire de la ville et de ses habitants. Des origines à l'aurore des temps modernes. Charlieu, 1985, 432 p.
- Monsieur de Boisy Grand-Maître de France sous François 1er, Presses universitaires de Lyon, 1996, 152 p.
- Saint-Étienne - Histoire de la ville et de ses habitants, Roanne, 1976, Horvath, 1976, 427 pages. [co-auteurs : Roger Bellet, Bernard Ceysson, Jean-Pierre Guitton, Claude Longeon, Albert Martourey, François Tomas, André Vant]
- Le grand républicain Tristan Duché 1804-1865, Firminy, 1990, Les Amis de Tristan Duché, , 323 p.

### Comme éditeur scientifique
- Cahiers de doléances de la province de Forez pour les États-généraux de 1789 , Saint-Étienne, 1974-1975; 577 p.
- Cartulaire de l'Abbaye de Vabres au diocèse de Rodez, essai de reconstitution d'un manuscrit disparu, Textes en latin et résumés en français.1989, Abbaye Saint-Sauveur. Vabres-l'Abbaye, Aveyron, 1986, 196 p.
- Documents sur les trois États du pays et comté de Forez  [co-auteur Jean-Pierre Gutton], 1987, Université de Saint-Etienne, 369 p.
- Chartes du Forez antérieures au XIVe siècle", 1973, avec Étienne Fournial et  Marguerite Gonon comme co-auteurs, Fondation Guichard[6]
- Compte de la réparation du donjon et de la construction de la Chambre des comptes de Montbrison, [co-auteur Marguerite Gonon], 1967, Paris, Klincksieck, 45 p.